# Grzegorz Sztolcman
Grzegorz Czesław Sztolcman (ur. 23 maja 1962 w Częstochowie) – polski polityk, lekarz, poseł na Sejm VI i VII kadencji.

## Życiorys
Jest synem Lucjana i Kazimiery. Absolwent IV LO im. Henryka Sienkiewicza w Częstochowie. Ukończył w 1988 studia medyczne w Śląskiej Akademii Medycznej w Katowicach. Następnie uzyskał specjalizację drugiego stopnia z zakresu chirurgii ogólnej. Od 1988 zatrudniony w Szpitalu im. Ludwika Rydygiera w Częstochowie, w 2003 objął funkcję dyrektora ds. lecznictwa Zespołu Szpitali Miejskich w Częstochowie (trzech połączonych szpitali), a od 2006 pełnił funkcję dyrektora Zespołu Szpitali Miejskich. W 2000 ukończył studia podyplomowe z zarządzania w ochronie zdrowia na Politechnice Częstochowskiej. W 2006 z ramienia Platformy Obywatelskiej został wybrany radnego sejmiku śląskiego i zrezygnował ze stanowiska dyrektora.
W wyborach parlamentarnych w 2007 uzyskał mandat poselski z listy PO. Kandydując w okręgu częstochowskim, otrzymał 12 701 głosów. W 2011 kandydował w wyborach parlamentarnych z 3. miejsca na liście komitetu wyborczego Platformy Obywatelskiej w okręgu wyborczym nr 28 w Częstochowie i uzyskał ponownie mandat poselski. Oddano na niego 8926 głosów (3,98% głosów oddanych w okręgu). Bez powodzenia kandydował w wyborach do Parlamentu Europejskiego w 2014, a w 2015 nie uzyskał poselskiej reelekcji.

## Życie prywatne
Jest bratem Jacka, Stanisława i Marka, który był wicewojewodą śląskim w latach 2001–2002, a także Magdaleny.